# Agelasticus
Agelasticus – rodzaj ptaków z podrodziny epoletników (Agelaiinae) w rodzinie kacykowatych (Icteridae).

## Zasięg występowania
Rodzaj obejmuje gatunki występujące w Ameryce Południowej.

## Morfologia
Długość ciała 17,9–21 cm, masa ciała samców 33,5–43 g, samic 28,8–37,4 g.

## Systematyka

### Etymologia
Agelasticus: gr. αγελαστικος agelastikos – „stadny, towarzyski”, od αγελη agelē – „stado”, od αγω agō – „przewodzić”. 

### Podział systematyczny
Taksony wyodrębnione z Chrysomus. Do rodzaju należą następujące gatunki:
- Agelasticus xanthophthalmus (Short, 1969) – ciemnokacyk czarny
- Agelasticus cyanopus (Vieillot, 1819) – ciemnokacyk jednobarwny
- Agelasticus thilius (G.I. Molina, 1782) – ciemnokacyk żółtoskrzydły